# Fórmula de Strickler
La fórmula de Strickler es una expresión del denominado coeficiente de Chézy {\displaystyle C} utilizado en la fórmula de Chézy para el cálculo de la velocidad del agua en canales abiertos:
La expresión más común de la fórmula de Strickler es:
{\displaystyle C=KR(h)^{1/6}\,}
donde:
- {\displaystyle C} = coeficiente de Manning, que se aplica en la fórmula de Chézy: {\displaystyle V(h)=C{\sqrt {R(h)*J}}}
- {\displaystyle R(h)} = radio hidráulico (Relación entre la sección transversal y el perímetro mojado), función del tirante hidráulico h
- {\displaystyle K} es un parámetro que depende de la rugosidad de la pared
- {\displaystyle V(h)} = velocidad media del agua.
- {\displaystyle J} = pendiente de la línea de energía.

Integrando ambas expresiones, surge las fórmula habitual de trabajo:
{\displaystyle V=K*R^{2/3}{\sqrt {J}}}, o bien:
{\displaystyle Q=S*K*R^{2/3}{\sqrt {J}}},
donde Q es el caudal y S la sección.

## Literatura
- Sektionschef des Eidgenössischen Amtes für Wasserwirtschaft, Albert Strickler (1887 - 1963) Beiträge zur Frage der Geschwindigkeitsformel und der Rauhigkeitszahl für Ströme, Kanäle und geschlossene Leitungen. Mitteilungen des Eidg. Amtes für Wasserwirtschaft, Bern, 1923. Autor: Alberto Strickler, gerente del Corte de Aguas, título de la publicación: Contribuciones para la pregunta de la fórmula de velocidad y el parámetro de la Rugosidad para corrientes, canales y tubos cerrados. Anunciós del departamento para la economía de aqua, Berna, 1923 (en alemán)